# Dorothy DeLay
Dorothy DeLay (Medicine Lodge, 31 marzo 1917 – New York, 24 marzo 2002) è stata una violinista e docente statunitense.

## Biografia
Dorothy DeLay nacque a Medicine Lodge. Iniziò a studiare il violino all'età di 4 anni. Nel 1933 studiò per un anno all’Oberlin College con Raymond Cerf poi alla Michigan State University con Michael Press, dove si diplomò nel 1937. In seguito DeLay entrò alla Juilliard School, per studiare con Louis Persinger e Raphael Bronstein.
DeLay fondò lo Stuyvesant Trio e suonò con la All-American Youth Orchestra diretta da Leopold Stokowski. Verso la metà degli anni '40, DeLay rinunciò ad esibirsi in pubblico e nel 1946 tornò alla Juilliard School per perfezionarsi con Ivan Galamian. Completati gli studi, DeLay nel 1948 divenne l’assistente di Galamian alla Juilliard School e al campo estivo a Meadowmount. DeLay rimase l’assistente di Galamian per i successivi vent’anni. Oltre all'insegnamento alla Juilliard e a Meadowmount, DeLay tenne corsi di perfezionamento al Sarah Lawrence College, al College del Conservatorio di Cincinnati, al New England Conservatory, all'Aspen Music Festival and School e altri campi estivi.
Verso la fine degli anni '60, la collaborazione professionale di DeLay con Galamian divenne tesa e si interruppe del tutto nel 1970 quando DeLay rinunciò ai corsi estivi a Meadowmount. Continuarono ad insegnare entrambi alla Juillard School senza rivolgersi la parola per molti anni. Nel corso degli ultimi anni DeLay ricevette numerose lauree honoris causa. DeLay mancò a New York nel 2002 all'età di 84 anni.

## Allievi
Lista parziale
- Anne Akiko Meyers
- Albert Stern
- Midori Gotō
- Akiko Suwanai
- Sarah Chang
- Philippe Quint
- Kurt Sassmannshaus
- Cho-Liang Lin
- Chin Kim
- Ray Iwazumi
- Itzhak Perlman

- Shunsuke Sato
- Nadja Salerno-Sonnenberg
- Angèle Dubeau
- Pierre Ménard
- Dmitri Berlinsky
- Nigel Kennedy
- Alyssa Park
- Yoon Kwon
- Misha Keylin
- Shlomo Mintz
- Gil Shaham

- Dezso e Tibor Vaghy
- Fudeko Takahashi
- Vilhelmas Čepinskis
- Brian Lewis
- Li Chuan Yun
- Brian Dembow
- Jenny Bae
- Kolja Blacher
- Mark Kaplan
- Helge Slaatto
- William Fitzpatrick

- Wolfram Lohschütz
- Simon Fischer
- Paul Kantor
- Robert Chen
- Frank Almond
- Anton Miller
- David Kim
- Liu Yang
- Lü Siqing
- Joo Young Oh